# Qonajew

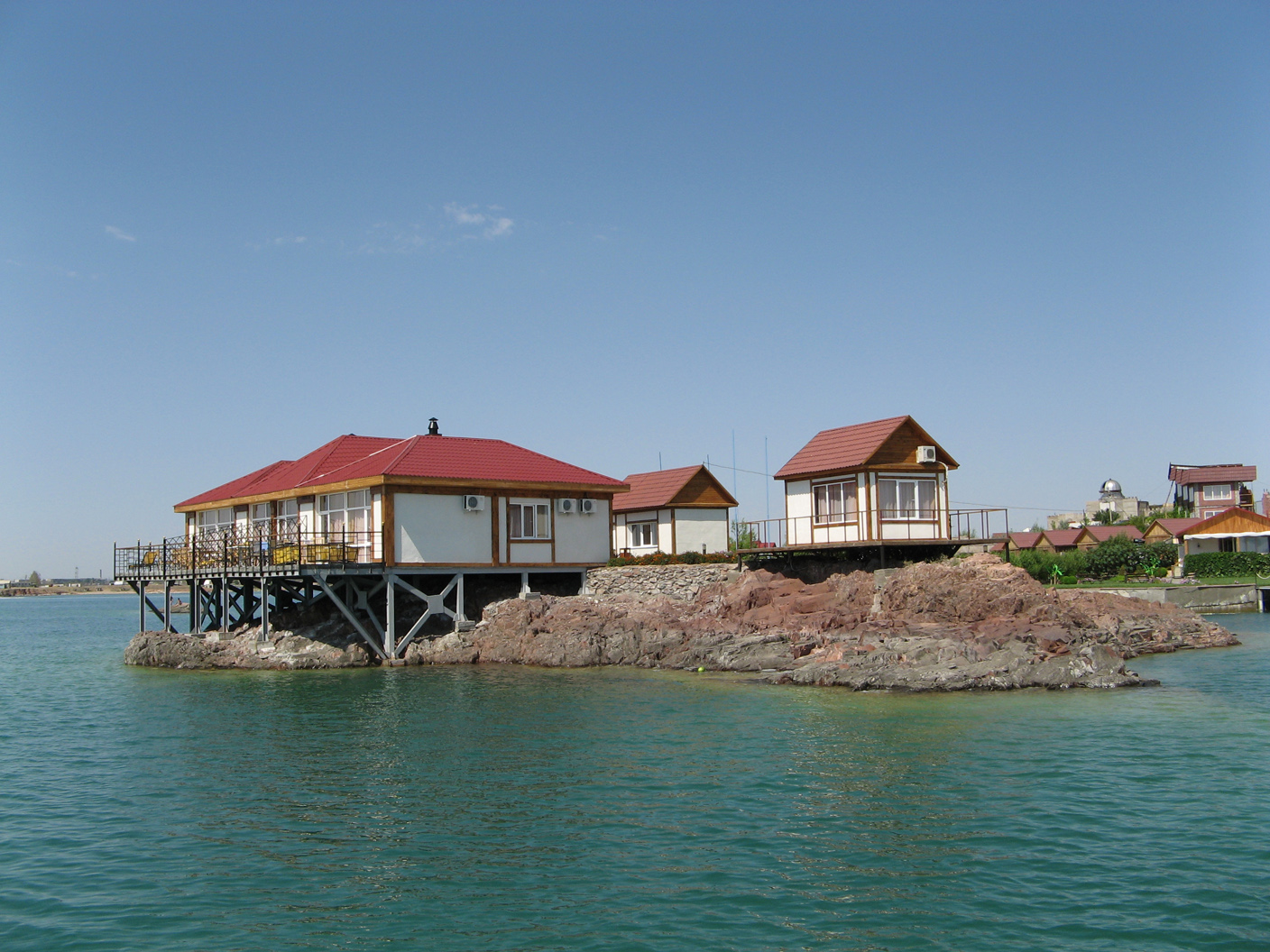
Blick vom See, 2007

Qonajew (kasachisch Қонаев, russisch Конаев Konajew; bis 2022 Qapschaghai, früher russisch Капчагай / Kaptschagai) ist eine Stadt am Westufer des Qapschaghai-Stausees im kasachischen Gebiet Almaty, dessen Verwaltungssitz sie seit Juni 2022 ist. Der Staudamm der Qapschaghai-Talsperre und der Fluss Ili liegen am Nordrand der Stadt. Die Stadt liegt 70 km nördlich von Almaty, der ehemaligen Hauptstadt von Kasachstan.

## Geschichte
Die Entstehung der Stadt ist eng verbunden mit dem Bau der Qapschaghai-Talsperre. Dort, wo der neue Stausee entstehen sollte, befand sich die Siedlung Ilijsk (Илийск). Deren Einwohner wurden zur Anlage des Stausees nach Schetigen, in das Dorf Arna und in eine neue Siedlung am Ufer des Sees umgesiedelt. Diese Siedlung wurde Nowoilijsk (Новоилийск) genannt. Am 9. Juli 1970 wurde der Ort als Stadt der regionalen Unterordnung eingestuft und erhielt den Namen Kaptschagai (Капчагай).
In den folgenden Jahren entstand in der Stadt eine ausgedehnte industrielle Infrastruktur mit einer Porzellanfabrik, einem Betrieb für Stahlbetonkonstruktionen und einem Betrieb zur Fischverarbeitung. Auch ein Getreideheber, der größte in der Region Alma-Ata, wurde errichtet. Mitte der 1980er Jahre war zudem geplant, in Kaptschagai eine kleine Autofabrik anzusiedeln. Mit dem Zusammenbruch der Sowjetunion wurden viele der Vorhaben aufgrund fehlender Finanzierung eingestellt und etliche Industriebetrieb privatisiert und anschließend geschlossen. Einige Tausend Einwohner verließen die Stadt bis Ende der 1990er Jahre.
2007 wurde veranlasst durch den Präsidenten Nursultan Nasarbajew ein großes Bauprojekt gestartet, mit dem Kasinos und Spielbanken aus Almaty nach Qapschaghai verlegt wurden. Obwohl damit große Erwartungen verbunden waren, mussten einige der Kasinos schon nach wenigen Jahren wieder schließen.
Am 16. März 2022 schlug der kasachische Präsident Qassym-Schomart Toqajew eine Initiative zur Umbenennung der Stadt zu Ehren des Politikers Dinmuchamed Kunajew in Qonajew vor. Am 3. Mai wurde die Stadt in Qonajew umbenannt. Mit der Abspaltung der neuen Region Schetissu am 8. Juni 2022 wurde Qonajew Verwaltungssitz des Gebiets Almaty.

## Bevölkerung
Bei der Volkszählung 1999 hatte Qonajew 33.428 Einwohner. Die Volkszählung 2009 ergab für den Ort eine Einwohnerzahl von 39.855. Bei der letzten Volkszählung 2021 lebten 54.245 Menschen in Qonajew. Die Fortschreibung der Bevölkerungszahl ergab zum 1. Januar 2025 eine Einwohnerzahl von 57.476.
| Einwohnerentwicklung               | Einwohnerentwicklung | Einwohnerentwicklung | Einwohnerentwicklung | Einwohnerentwicklung | Einwohnerentwicklung |
| 1970                               | 1979                 | 1989                 | 1999                 | 2009                 | 2021                 |
| ---------------------------------- | -------------------- | -------------------- | -------------------- | -------------------- | -------------------- |
| 15.071                             | 25.629               | 38.300               | 33.428               | 39.855               | 54.245               |
| Anmerkung: Volkszählungsergebnisse |                      |                      |                      |                      |                      |

## Wirtschaft
In Qonajew befindet sich eine Produktionsstätte des bayerischen Unternehmens Knauf Gips. Außerdem besitzt die Stadt viele große Casinos, da sie eine der beiden Städte Kasachstans ist, in der Glücksspiel seit 2007 offiziell zugelassen ist.
Nahe der Stadt gibt es einige Badestrände, beliebte Ziele von Ausflüglern aus Almaty.
Das Stadtfest wird an jedem 10. September eines Jahres gefeiert.

## Verkehr
In der Nähe der Stadt verläuft die Fernstraße A3, die in der ehemaligen Hauptstadt Almaty im Süden des Landes ihren Anfang hat und nach Öskemen im Osten führt.